# 3. dalmatinska brigada (NOVJ)
Za druge 3. brigade glejte 3. brigada.
3. dalmatinska brigada (srbohrvaško: 3. dalmatinska brigada) je bila brigada v sestavi Narodnoosvobodilne vojske in partizanskih odredov Jugoslavije in ki je delovala med drugo svetovno vojno na področju Kraljevine Jugoslavije.

## Zgodovina
Brigada je bila ustanovljena 12. novembra 1942, pri čemer je imela 3 bataljone in okoli 500 borcev.

## Organizacija
- štab
- 3x bataljon